# Сулак (Ніжинський район)
Сула́к —  село в Україні, у Носівській міській громаді Ніжинського району Чернігівської області. Населення становить 398 осіб. До 2016 орган місцевого самоврядування — Володьководівицька сільська рада.
В Сулаку працює школа, станом на березень 2019 в ній 54 учні різних класів, колишній директор школи до 11.02.2020 р.- Михайло Степанович Боліцок.

## Історія
На карті-триверстовці Шуберта 1869 року позначене як хутір Розохівка.
21 березня 1943 на той час Хутір Сулак був повністю спалений каральним формуванням німецьких або угорських окупантів

## Галерея

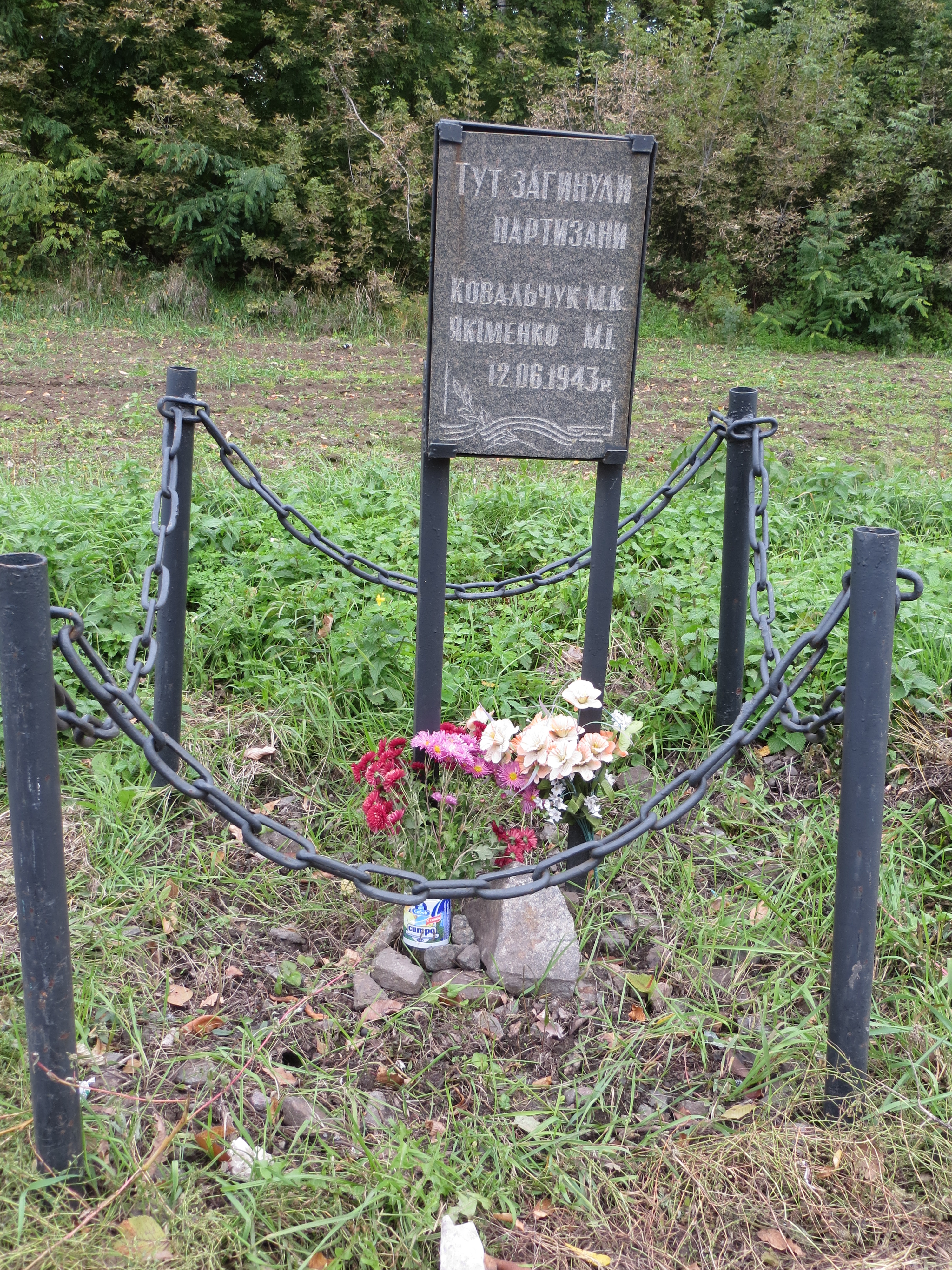
Пам'ятка в Сулаку
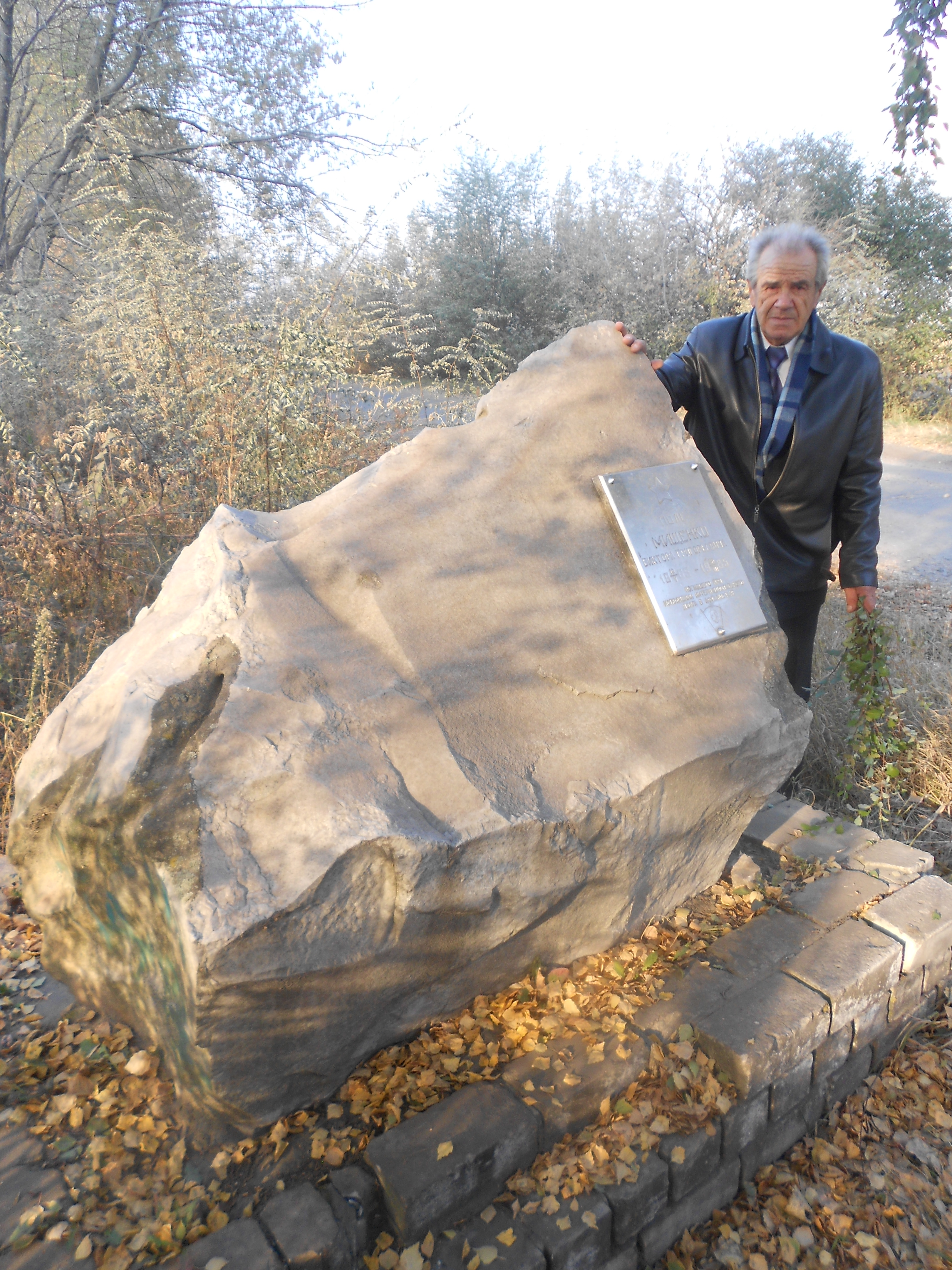
Пам'ятка в Сулаку
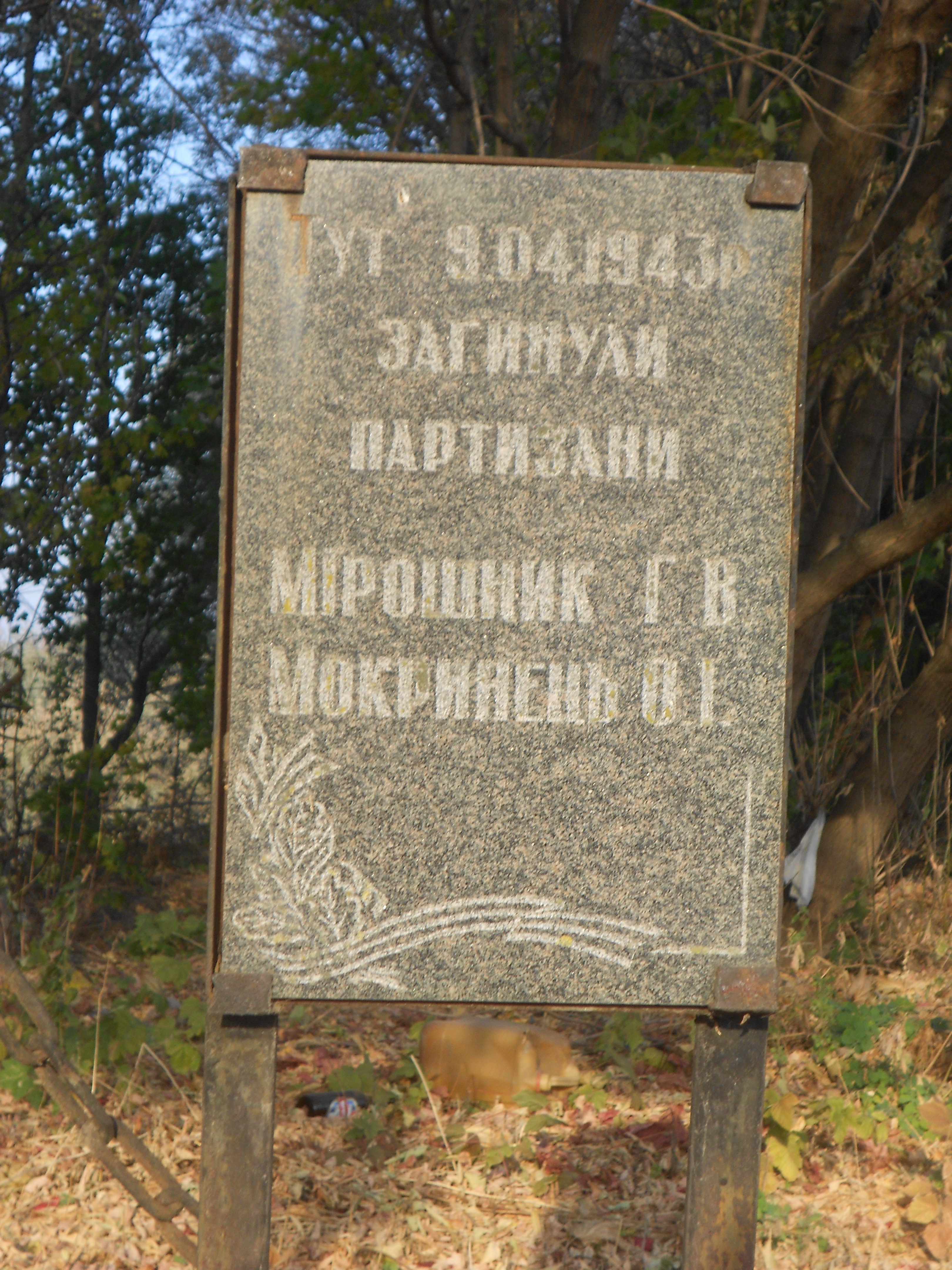
Пам'ятка в Сулаку
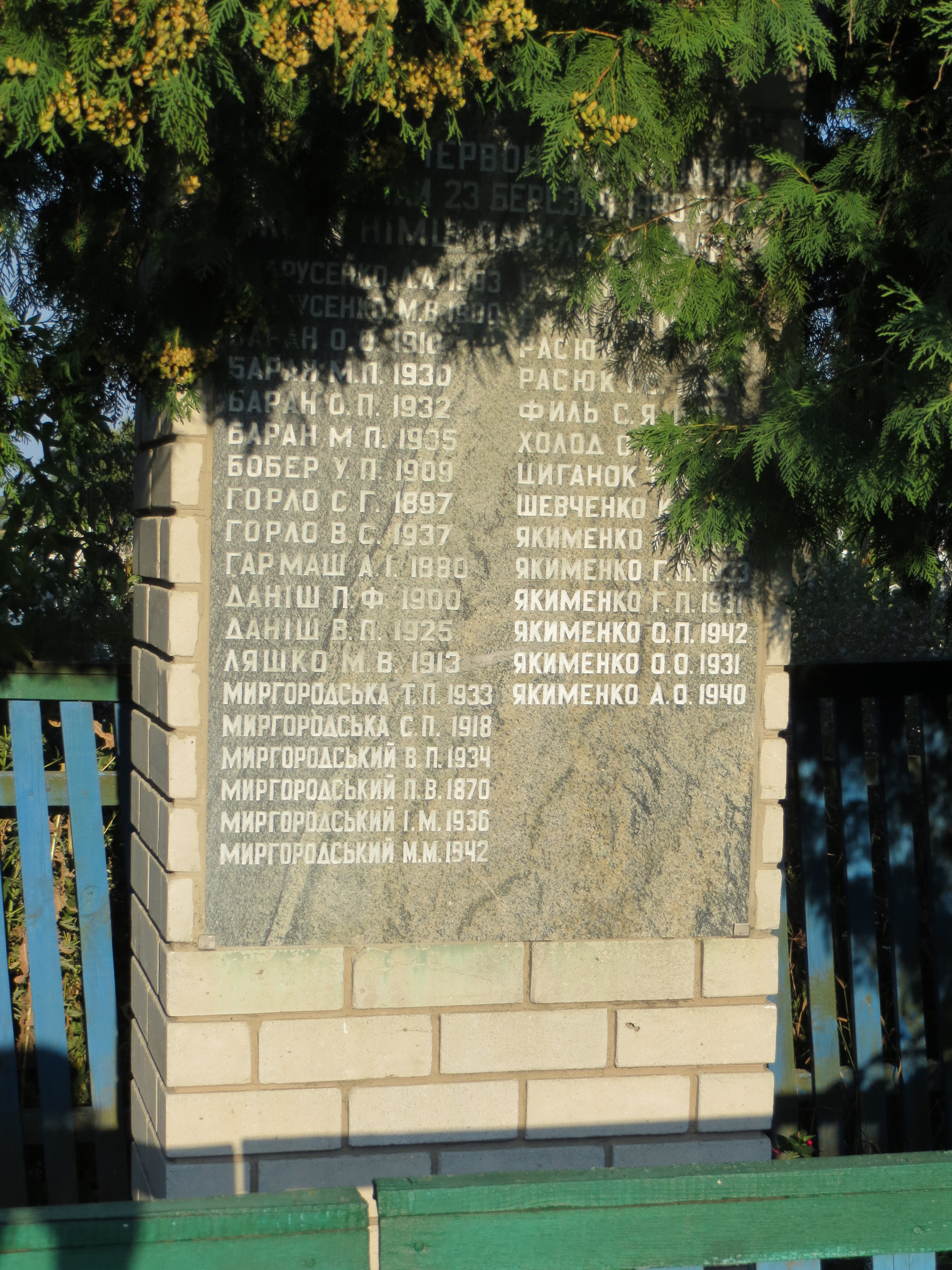
Пам'ятка в Сулаку
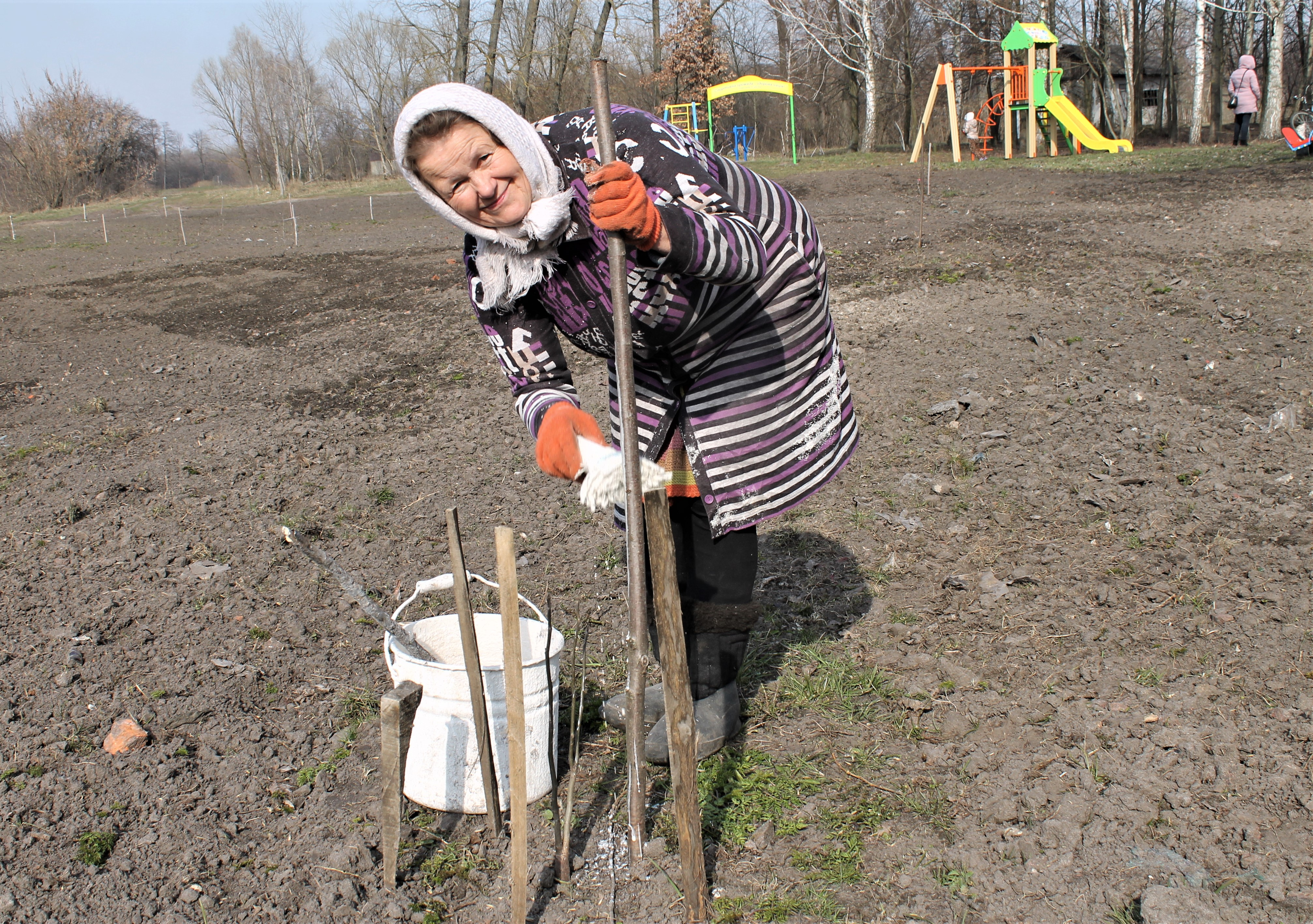
Весняна побілка деревцят гашеним вапном у молодому саду, село Сулак, березень 2020